# Mönchguter Küstenfischermuseum

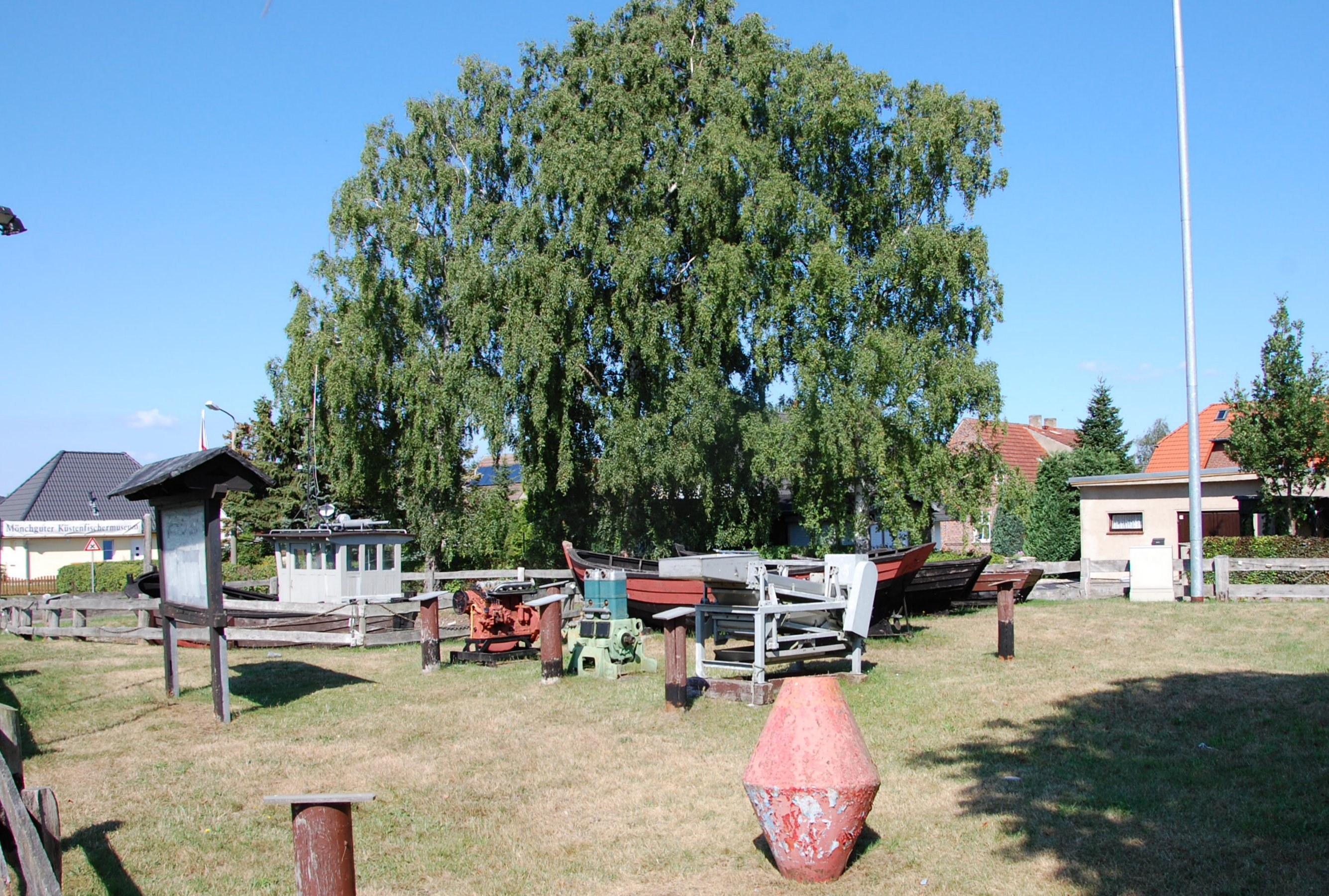
Mönchguter Küstenfischermuseum

Das Mönchguter Küstenfischermuseum im Ostseebad Baabe zeigt die Produktionsmittel der auf Mönchgut lebenden Fischer, die einflussreiche Bootsbauer waren. Das Museum besteht seit dem 2. Juni 2001. Der Deutsche Kulturrat weist in der 15. Ausgabe seiner Roten Liste darauf hin, dass diese Kultureinrichtung wie auch weitere Einrichtungen der Mönchguter Museen geschlossen wurden (damit eingestuft in die Kategorie 0).
Zu den Exponaten gehört unter anderem das 9,20 m lange Motorboot „Ossi“. Die Gemeinde Baabe nahm es nach dessen Außerdienststellung in Obhut, ebenso wie zahlreiche andere in Baabe gebaute Fischerboote. Außerdem zeigt das Museum sogenannte Motorreusenboote, darunter das Anlandungsboot „Polt“ samt Originalreuse. Ebenfalls zur Ausstellung gehören eine Heringssortiermaschine, Informationstafeln zu Fischerei und Bootsbau sowie zu Persönlichkeiten der örtlichen Fischerei.
Das Museum ist ganzjährig geöffnet.